# Liste von Persönlichkeiten der Martin-Luther-Universität Halle-Wittenberg
Dies ist eine Liste der Persönlichkeiten der Martin-Luther-Universität Halle-Wittenberg.

## Hochschullehrer (seit dem 17. Jahrhundert)
Nach Geburtsjahr geordnet
- Veit Ludwig von Seckendorff (1626–1692), Staatsmann, Gründungskanzler der Universität
- Samuel Stryk (1640–1710), Rechtswissenschaftler, Mitgründer und Prorektor der Universität
- Christian Thomasius (1655–1728), Rechtswissenschaftler und Philosoph, Mitgründer der Universität
- Friedrich Hoffmann (1660–1742), Mediziner
- August Hermann Francke (1663–1727), Theologe und Pädagoge (Franckesche Stiftungen)
- Andreas Ottomar Goelicke (1671–1744), Mediziner
- Nikolaus Hieronymus Gundling (1671–1729), Jurist
- Justus Henning Böhmer (1674–1749), Rechtswissenschaftler, Direktor der Universität
- Christian Wolff (1679–1754), Philosoph, Jurist und Mathematiker
- Johann Heinrich Schulze (1687–1744), Universalgelehrter
- Johann Joachim Lange (1699–1765), Mathematiker, Mineraloge
- Johann Ernst Philippi (1700–1757), Jurist
- Johann Andreas von Segner (1704–1777), Mathematiker, Physiker, Mediziner
- Johann Philipp von Carrach (1730–nach 1781), Professor der Rechte
- Christian Adolph Klotz (1738–1771), Philologe
- Ernst Ferdinand Klein (1744–1810), Jurist
- Christian Friedrich Prange (1752–1836), außerordentlicher Professor der Weltweisheit und der zeichnenden Künste
- Michael Weber (1754–1833), evangelischer Theologe
- Philipp Friedrich Theodor Meckel (1755–1803), Mediziner, Meckelsche Sammlungen
- Friedrich Christian Laukhard (1757–1822), Theologe und politischer Schriftsteller
- Johann Christian Reil (1759–1813), Mediziner, Begründer der deutschen Psychotherapie
- Friedrich Albrecht Carl Gren (1760–1798), Chemiker
- Friedrich Schleiermacher (1768–1834), Philosoph
- Johann Friedrich Christian Düffer (1775–1831), Pharmakologe und Pharmazeut
- Johann Friedrich Meckel der Jüngere (1781–1833), Anatom, Begründer der Teratologie
- Johann Christian Daniel Salchow (1782–1829), Rechtswissenschaftler und Hochschullehrer
- Johann Wilhelm Mathias Henning (1783–1868), Theologe, Pädagoge
- Karl August Gottlieb Dreist (1784–1836), Pädagoge, Ministerialbeamter, Regierungs- und Schulrat
- Wilhelm Gesenius (1786–1842), Theologe und Begründer der modernen Hebraistik
- Karl Franz Ferdinand Bucher (1786–1854), Rechtswissenschaftler
- Johann August Jacobs (1788–1829), Philologe
- Ludwig Hermann Friedländer (1790–1851), Mediziner und Hochschullehrer
- Johann Georg Mußmann (1795–1833), Philosoph, Theologe und Hochschullehrer
- Hermann Hupfeld (1796–1866), Alttestamentler
- August Tholuck (1799–1877), evangelischer Theologe und Kirchenpolitiker
- Heinrich Leo (1799–1878), Historiker
- Ernst Adolf Theodor Laspeyres (1800–1869), Kirchenrechtler
- Alfred Wilhelm Volkmann (1801–1877), Anatom und Physiologe
- Barnas Sears (1802–1880), baptistischer Theologe
- August Friedrich Pott (1802–1887), Sprachwissenschaftler
- Ludwig Ross (1806–1859), Archäologe
- Hermann Burmeister (1807–1892), Biologe
- Hermann Wasserschleben (1812–1893), Rechtshistoriker
- Eduard Heine (1821–1881), Mathematiker
- Julius Kühn (1825–1910), Agrarwissenschaftler
- Gustav Hertzberg (1826–1907), Althistoriker
- Heinrich Dernburg (1829–1907), Jurist
- Richard von Volkmann (1830–1889), Chirurg
- Martin Kähler (1835–1912), Dogmatiker
- Karl Joseph Eberth (1835–1926), Mediziner
- Hugo von Meyer (1837–1902), Strafrechtler
- Julius Bernstein (1839–1917), Physiologe
- Albert Wangerin (1844–1933), Mathematiker
- Georg Cantor (1845–1918), Mathematiker, Begründer der Mengenlehre
- Hugo Gering (1847–1925), Skandinavist und Germanist
- Hermann Suchier (1848–1914), Romanist
- Hermann Ebbinghaus (1850–1909), Psychologe
- Philipp Strauch (1852–1934), Altgermanist
- Emil Adolf von Behring (1854–1917), Mediziner, Nobelpreis 1901
- Carl Heinrich Cornill (1854–1920), Alttestamentler
- Rudolf Disselhorst (1854–1930), Veterinär und Mediziner
- Albert von Ruville (1855–1934), Historiker, bekannter Konvertit zur katholischen Kirche
- Konrad Burdach (1859–1936), Germanist
- Edmund Husserl (1859–1938), Philosoph
- Hermann Gunkel (1862–1932), Alttestamentler und Mitbegründer der Religionsgeschichtlichen Schule
- John Meier (1864–1953), Germanist (Hallische Studentensprache)
- Andreas von Tuhr (1864–1925), Jurist
- Carl Brockelmann (1868–1956), Orientalist
- Hermann Lietz (1868–1919), Reformpädagoge (Landerziehungsheime)
- Karl Heldmann (1869–1943), Historiker
- Erich Klostermann (1870–1963), Neutestamentler
- Friedrich Voelcker (1872–1955), Chirurg
- Georg Baesecke (1876–1951), germanistischer Mediävist
- Hans Schmidt (1877–1953), Alttestamentler
- Felix Bernstein (1878–1956), Mathematiker
- Wilhelm Worringer (1881–1965), Kunsthistoriker
- Gustav Hertz (1887–1975), Physiker, Nobelpreis 1925
- Walter Geisler (1891–1945), Geograph (Australien und Ozeanien)
- Friedrich von Basse (1893–1972), Staatsrechtler
- Otto Taschenberg (1854–1922), Zoologe, Entomologe
- Eugen Hultzsch (1857–1927), Sanskritologe
- Valentin Haecker (1864–1927), Zoologe, Rektor
- Arnold Schering (1877–1941), Musikwissenschaftler und Philosoph
- Otto Eißfeldt (1887–1973), Alttestamentler, Rektor
- Johann Fück (1894–1974), Orientalist
- Gertrud Schubart-Fikentscher (1896–1985), erste Professorin für Rechtswissenschaften in Deutschland
- Otto Haußleiter (1896–1982), Staatswissenschaftler und Verwaltungsbeamter
- Adolf Reichwein (1898–1944), Pädagoge, Wirtschaftswissenschaftler und Kulturpolitiker (SPD)
- Karl Ziegler (1898–1973), Chemiker, Nobelpreis 1963
- Kurt Mothes (1900–1983), Biochemiker und Apotheker
- Helmut Kraatz (1902–1983), Mediziner
- Wolfgang Abendroth (1906–1985), Politologe und Rechtswissenschaftler
- Erhard Peschke (1907–1996), evangelischer Theologe und Kirchengeschichtler
- Carl Coutelle (1908–1993), Pathologe
- Otto Beßler (1909–1972), Apotheker, Professor für Pharmakognosie und Pharmaziehistoriker
- Gerhard Friedrich (1910–2003), Pflanzenphysiologe
- Karl-Ludwig Schober (1912–1999), Chirurg
- Gerhard Reintanz (1914–1997), Völkerrechtler
- Kurt Aland (1915–1994), evangelischer Theologe, Neutestamentler und Kirchengeschichtler
- Friedrich Schlette (1915–2003), Prähistoriker
- Wilhelm Lampeter (1916–2003), Agrarwissenschaftler
- Konrad Onasch (1916–2007), Kirchenhistoriker
- Friedrich Wolf (1920–1986), Chemiker
- Rolf Lieberwirth (1920–2019), Rechtswissenschaftler
- Joachim-Hermann Scharf (1921–2014), Anatom, Ehrenmitglied der Leopoldina[1]
- Burkart Lutz (1925–2013), Soziologe
- Werner Kowalski (1929–2010), Historiker
- Eberhard Poppe (1931–2020), Jurist
- Reinhard Kreckel (* 1940), Soziologe
- Hellmut Wißmann (1940–2022), Präsident des Bundesarbeitsgerichts
- Hermann Goltz (1946–2010), evangelischer Theologe und Ostkirchenkundler
- Hans-Jürgen Grabbe (* 1947), Historiker und Kulturwissenschaftler
- Ernst-Joachim Waschke (* 1949), Alttestamentler, Präsident der Leucorea
- Robert K. von Weizsäcker (* 1954), Volkswirtschaftslehrer
- Joachim Renzikowski (* 1961), Jurist
- Stefan Schorch (* 1966), Theologe und Hebraist, Ehrenmitglied der Akademie für die hebräische Sprache

## Studenten
Nach Geburtsjahr geordnet
- Andreas Ottomar Goelicke (1671–1744), Mediziner
- Justus Falckner (1672–1723), erster lutherischer Pastor, der in Amerika ordiniert wurde
- Jacob Paul von Gundling (1673–1731), Historiker und Hofgelehrter
- Otto Ferdinand Graf von Abensperg und Traun (1677–1748), Feldmarschall unter Maria Theresia
- Barthold Heinrich Brockes (1680–1747), Dichter der Aufklärung
- Georg Friedrich Händel (1685–1759), Rechtswissenschaftler und Komponist
- Johann Friedrich Kayser (1685–1751), Rechtswissenschaftler
- Johann Christoph von Dreyhaupt (1699–1768), Historiker
- Johann Wilhelm Marckart (1699–1757), Rechtswissenschaftler
- Johann Nicolaus Frobesius (1701–1756), Philosoph und Mathematiker
- Anton Wilhelm Amo (1703–1753), Philosoph
- Johann Martin Boltzius (1703–1765), Pfarrer in der britischen Kolonie Georgia
- Christoph Timotheus Seidel (1703 – nach 1758), Theologe
- Johann Samuel Friedrich von Böhmer (1704–1772), Rechtswissenschaftler
- Johann Friedrich Breuer (1705–1769), Pfarrer der Salzburger Kolonie in Ostpreußen
- Gerhard Gottlieb Günther Göcking (1705–1755), Pfarrer und Autor
- Philipp Adolph Böhmer (1711–1789), Anatom und Leibarzt von Friedrich Wilhelm II.
- Israel Christian Gronau (1714–1745), Pfarrer in der britischen Kolonie Georgia
- Georg Ludwig Böhmer (1715–1797), Rechtswissenschaftler
- Dorothea Christiane Erxleben (1715–1762), erste promovierte deutsche Ärztin
- Johann Eberhard Stüve (1715–1798), Jurist, Politiker, Historiker
- Leonhard Heinrich Ludwig Georg von Canngießer (1716–1772), Staatsmann
- Johann Stephan Pütter (1725–1807), Jurist
- Franz Josef von Heinke (1726–1803), österreichischer Jurist
- Johann David Heilmann (1727–1764), Theologe und Philologe
- Johann Reinhold Forster (1729–1798), Naturwissenschaftler
- Carl Gotthard Langhans (1732–1808), Rechtswissenschaftler
- Carl Ludwig Richter (1737–1802), Theologe und Pädagoge
- Christian Wilhelm Kindleben (1748–1785), Theologe und Schriftsteller (Studentenlieder, Studentensprache)
- Christian Friedrich von Glück (1755–1831), Rechtswissenschaftler
- Friedrich Gottlieb von Busse (1756–1835), Mathematiker, Physiker und Hochschullehrer
- Friedrich Christian Laukhard (1757–1822), Theologe und politischer Schriftsteller
- Johann Christoph Friedrich GutsMuths (1759–1839), Lehrer und Turner
- Wilhelm David Fuhrmann (1764–1838), Geistlicher und Schriftsteller
- Joachim Christian Gass (1766–1831), evangelischer Theologe und Hochschullehrer
- Joseph von Zerboni di Sposetti (1766–1831), Dichter
- Christoph von Sethe (1767–1855), Chefpräsident des Rheinischen Revisions- und Kassationshofes
- Christian Konrad Jakob Dassel (1768–1845), Autor
- Johannes Daniel Falk (1768–1826), Theologe, Schriftsteller und Liederdichter
- Christian Friedrich Bernhard Augustin (1771–1856), Theologe, Verfasser eines Wörterbuches zur Studentensprache
- Friedrich Raßmann (1772–1831), Schriftsteller, Anthologist, Enzyklopädist, Bibliograph
- Ludwig Tieck (1773–1853), Dichter
- Christian Sethe (1778–1864), Gründer des Sethestiftes in Aurich
- Clemens Brentano (1778–1842), Dichter
- Friedrich Ludwig Jahn (1778–1852), Turner
- Johann Samuel Kaulfuß (1780–1832), Altphilologe und Literaturhistoriker
- Achim von Arnim (1781–1831), Dichter
- Karl August Varnhagen von Ense (1785–1858), Chronist der Romantik, Diplomat
- Joseph von Eichendorff (1788–1857), Dichter der Romantik
- Wilhelm August Förstemann (1791–1836), Mathematiker und Pädagoge
- Eduard Sigismund Loebell (1791–1869), Rechtswissenschaftler und Hochschullehrer
- Friedrich Wilhelm Krummacher (1796–1868), Theologe
- Carl Loewe (1796–1869), Komponist
- Carl Peter Wilhelm Gramberg (1797–1830), Theologe und Pädagoge
- Ferdinand von Westphalen (1799–1876), preußischer Innenminister
- Heinrich Laube (1806–1884), Schriftsteller
- Moritz Ludwig Seyffert (1809–1872), Philologe und Pädagoge
- Heinrich Hoffmann (1809–1894), Psychiater, Lyriker, Kinderbuchautor, Verfasser des Struwwelpeters
- Friedrich Conrad Dietrich Wyneken (1810–1876), lutherischer Kirchenpräsident
- Karl Ploetz (1819–1881), Philologe, Verfasser von Lehrbüchern und wissenschaftlichen Nachschlagewerken
- Richard von Volkmann (1830–1889), Chirurg
- Hermann von Tardy (1832–1917), reformierter Pfarrer, Oberkirchenrat
- Gotthilf Sellin (1844–1921), Historiker, Lehrer
- Emanuel Kayser (1845–1927), Geologe, Paläontologe
- Otto Franz von Moellendorff (1848–1903), Zoologe, Konsul in Ostasien
- Hugo Bode (1851–1937), Pflanzenbauwissenschaftler
- Friedrich Schrader (1865–1922), Indologe
- Georg Bohlmann (1869–1928), Mathematiker
- Wilhelm Weirauch (1876–1945), Stellvertretender Generaldirektor der Deutschen Reichsbahn
- Oswald Spengler (1880–1936), Geschichtsphilosoph, Kulturhistoriker und politischer Schriftsteller
- Paul Tillich (1886–1965), evangelischer Theologe und Religionsphilosoph
- Guido Kisch (1889–1985), Rechtswissenschaftler
- Karl Bernhard Ritter (1890–1968), evangelischer Theologe (Berneuchener Bewegung)
- Kurt Schumacher (1895–1952), führender SPD-Politiker in der Nachkriegszeit
- Erich Gutenberg (1897–1984), Betriebswirt
- Otto Beßler (1909–1972), Apotheker, Professor für Pharmakognosie und Pharmaziehistoriker
- Kurt Lütgen (1911–1992), Schriftsteller
- Friedrich Elchlepp (1924–2002), Jurist, Marineoffizier, Autor
- Gerhard Schmidt (1926–1953), Opfer der SED-Diktatur
- Helmut Koziolek (1927–1997), Wirtschaftswissenschaftler
- Hans-Dietrich Genscher (1927–2016), FDP-Politiker, Außenminister der Bundesrepublik Deutschland zur Zeit der Wiedervereinigung
- Werner Kowalski (1929–2010), Historiker
- Karl-Heinz Lange (1929–2010), Typograf
- Peter Pollack (1930–2017), DDR-Minister
- Arafa Hussein Mustafa (1940–2019), Orientalist
- Friedrich Schorlemmer (1944–2024), Theologe
- Werner Liebmann (* 1951), Maler
- Ralf Meyer (* 1970), Dramaturg und Schriftsteller
- André Schinkel (* 1972), Lyriker
- Bernhard Spring (* 1983), Schriftsteller und Journalist